# UEFA Champions League 2012/13
De UEFA Champions League 2012/13 is het 58e seizoen van het belangrijkste Europese voetbaltoernooi en het 21e seizoen na de invoering van de UEFA Champions League. De finale werd gespeeld op Wembley te Londen. Dit is de zevende keer dat in het Wembley Stadium (nieuw en oud) de finale van de Champions League werd gespeeld.

## Opzet
Ten opzichte van de UEFA Champions League 2011/12 was er niets aan de opzet veranderd. Aan het hoofdtoernooi namen 32 teams deel. Zestien ploegen stroomden door naar de knock-outfase van de UEFA Champions League. De nummers drie van elke poule gingen naar de tweede ronde van de UEFA Europa League. De nummer vier was uitgeschakeld.

## Financiën
De UEFA stak dit seizoen 910 miljoen euro in de prijzenpot van de Champions League. Dat was 150 miljoen euro meer dan in de vorige editie en meer dan ooit. De startpremie voor de 32 deelnemende clubs bedroeg 8,6 miljoen, een stijging van 1,4 miljoen euro. Voor de winnaar konden de premies oplopen tot 60 miljoen. Een zege in de groepsfase leverde één miljoen op, een gelijkspel de helft van dat bedrag.

## Data

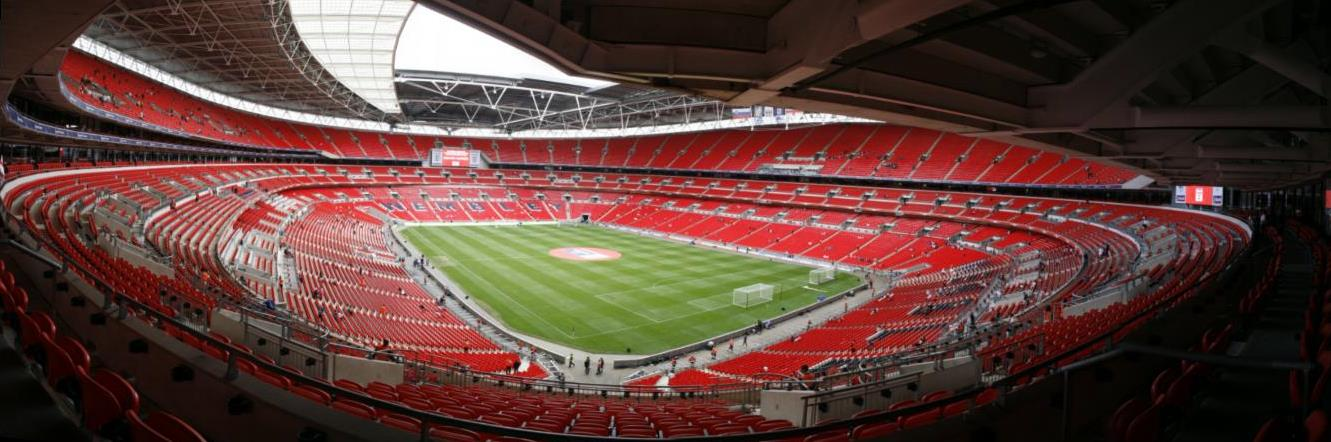
De finale werd gespeeld in Londen

Alle lotingen worden verricht in het Zwitserse Nyon, tenzij anders vermeld.
| Fase          | Ronde                | Loting                    | 1e wedstrijd                   | 2e wedstrijd                   |
| ------------- | -------------------- | ------------------------- | ------------------------------ | ------------------------------ |
| Kwalificatie  | 1e kwalificatieronde | 25 juni 2012              | 3-4 juli 2012                  | 10-11 juli 2012                |
| Kwalificatie  | 2e kwalificatieronde | 25 juni 2012              | 17-18 juli 2012                | 24-25 juli 2012                |
| Kwalificatie  | 3e kwalificatieronde | 20 juli 2012              | 31 juli-1 augustus 2012        | 7-8 augustus 2012              |
| Play-off      | Play-offronde        | 10 augustus 2012          | 21-22 augustus 2012            | 28-29 augustus 2012            |
| Groepsfase    | Wedstrijddag 1       | 30 augustus 2012 (Monaco) | 18-19 september 2012           | 18-19 september 2012           |
| Groepsfase    | Wedstrijddag 2       | 30 augustus 2012 (Monaco) | 2-3 oktober 2012               | 2-3 oktober 2012               |
| Groepsfase    | Wedstrijddag 3       | 30 augustus 2012 (Monaco) | 23-24 oktober 2012             | 23-24 oktober 2012             |
| Groepsfase    | Wedstrijddag 4       | 30 augustus 2012 (Monaco) | 6-7 november 2012              | 6-7 november 2012              |
| Groepsfase    | Wedstrijddag 5       | 30 augustus 2012 (Monaco) | 20-21 november 2012            | 20-21 november 2012            |
| Groepsfase    | Wedstrijddag 6       | 30 augustus 2012 (Monaco) | 4-5 december 2012              | 4-5 december 2012              |
| Knock-outfase | 1/8 finales          | 20 december 2012          | 12-13 & 19-20 februari 2013    | 5-6 & 12-13 maart 2013         |
| Knock-outfase | 1/4 finales          | 15 maart 2013             | 2-3 april 2013                 | 9-10 april 2013                |
| Knock-outfase | 1/2 finales          | 15 maart 2013             | 23-24 april 2013               | 30 april - 1 mei 2013          |
| Knock-outfase | Finale               | 15 maart 2013             | 25 mei 2013 in Wembley, Londen | 25 mei 2013 in Wembley, Londen |

## Teams
Onderstaande tabel geeft alle deelnemers aan deze editie weer en toont in welke ronde de club van start gaat.
| Hoofdtoernooi              | Hoofdtoernooi           | Hoofdtoernooi            | Hoofdtoernooi          |
| -------------------------- | ----------------------- | ------------------------ | ---------------------- |
| Chelsea FCTH               | Valencia                | Montpellier HSC          | Sjachtar Donetsk       |
| Manchester City            | Borussia Dortmund       | Paris Saint-Germain      | Ajax                   |
| Manchester United          | Bayern München          | FC Porto                 | Galatasaray            |
| Arsenal FC                 | Schalke 04              | Benfica                  | Olympiakos             |
| Real Madrid                | Juventus                | Zenit                    | FC Nordsjælland        |
| FC Barcelona               | AC Milan                |                          |                        |
| Play-offronde              |                         |                          |                        |
| Kampioenen                 | Niet-kampioenen         | Niet-kampioenen          | Niet-kampioenen        |
|                            | Málaga CF               | Borussia Mönchengladbach | Udinese                |
| Lille OSC                  | SC Braga                | Spartak Moskou           |                        |
| Derde kwalificatieronde    |                         |                          |                        |
| Kampioenen                 | Niet-kampioenen         | Niet-kampioenen          | Niet-kampioenen        |
| RSC Anderlecht             | Dynamo Kiev             | Panathinaikos FC         | FC Vaslui              |
| CFR Cluj                   | Feyenoord               | FC Kopenhagen            | Motherwell1            |
| Celtic FC                  | Fenerbahçe SK           | Club Brugge              |                        |
| Tweede kwalificatieronde   |                         |                          |                        |
| FC Basel                   | Śląsk Wrocław           | Debreceni VSC            | KR Reykjavík           |
| Hapoel Ironi Kiryat Shmona | MSK Zilina              | FC Sheriff Tiraspol      | Sjachtjor Karaganda    |
| Slovan Liberec             | Molde FK                | Ekranas                  | FK Budućnost Podgorica |
| Red Bull Salzburg          | Partizan Belgrado       | Ventspils                | Skënderbeu Korçë       |
| AEL Limassol               | Helsingborgs IF         | FC Zestafoni             | FC Flora Tallinn       |
| PFK Ludogorets             | FK Željezničar Sarajevo | Neftçi Bakoe             | The New Saints         |
| Dinamo Zagreb              | HJK Helsinki            | NK Maribor               | Uliss Jerevan          |
| FK BATE Borisov            | Shamrock Rovers         | FK Vardar                |                        |
| Eerste kwalificatieronde   |                         |                          |                        |
| Valletta FC                | Linfield FC             | B36 Tórshavn             | F91 Dudelange          |
| Lusitanos                  | SP Tre Penne            |                          |                        |

TH Titelhouder
1 Ondanks dat Rangers FC als tweede eindigde in de Schotse Premier League, kwamen ze niet in aanmerking voor een ticket voor deze editie van de Champions League omdat ze vanwege financiële problemen geen UEFA-licentie kregen. Als gevolg hiervan neemt Motherwell, dat als derde eindigde, het ticket over.

## Kwalificatieronde

### 1e voorronde
Aan deze voorronde doen enkel landskampioenen mee. De winnaars plaatsen zich voor de tweede voorronde.
| Team 1        | Tot.           | Team 2       | 1e wedstr. | 2e wedstr. |
| ------------- | -------------- | ------------ | ---------- | ---------- |
| F91 Dudelange | 11 - 0         | SP Tre Penne | 7 - 0      | 4 - 0      |
| Valletta FC   | 9 - 0          | Lusitanos    | 8 - 0      | 1 - 0      |
| Linfield FC   | 0 - 0 ns (4-3) | B36 Tórshavn | 0 - 0      | 0 - 0      |

### 2e voorronde
Aan deze voorronde doen enkel landskampioenen mee. De winnaars plaatsen zich voor de derde voorronde voor kampioenen. Naast de drie winnaars uit de eerste voorronde stromen nog 31 clubteams in.
| Team 1                 | Tot.     | Team 2                     | 1e wedstr. | 2e wedstr.  |
| ---------------------- | -------- | -------------------------- | ---------- | ----------- |
| Skënderbeu Korçë       | 1 - 3    | Debreceni VSC              | 1 - 0      | 0 - 3       |
| NK Maribor             | 6 - 2    | FK Željezničar Sarajevo    | 4 - 1      | 2 - 1       |
| MSK Zilina             | 1 - 2    | Hapoel Ironi Kiryat Shmona | 1 - 0      | 0 - 2       |
| FK BATE Borisov        | 3 - 2    | FK Vardar                  | 3 - 2      | 0 - 0       |
| AEL Limassol           | 3 - 0    | Linfield FC                | 3 - 0      | 0 - 0       |
| Shamrock Rovers        | 1 - 2    | Ekranas                    | 0 - 0      | 1 - 2       |
| FC Flora Tallinn       | 0 - 5    | FC Basel                   | 0 - 2      | 0 - 3       |
| The New Saints         | 0 - 3    | Helsingborgs IF            | 0 - 0      | 0 - 3       |
| HJK Helsinki           | 9 - 1    | KR Reykjavík               | 7 - 0      | 2 - 1       |
| Molde FK               | 4 - 1    | Ventspils                  | 3 - 0      | 1 - 1       |
| F91 Dudelange          | (u)4 - 4 | Red Bull Salzburg          | 1 - 0      | 3 - 4       |
| Slovan Liberec         | 2 - 1    | Sjachtjor Karaganda        | 1 - 0      | 1 - 1(n.v.) |
| PFK Ludogorets         | 3 - 4    | Dinamo Zagreb              | 1 - 1      | 2 - 3       |
| Neftçi Bakoe           | 5 - 2    | FC Zestafoni               | 3 - 0      | 2 - 2       |
| Uliss Jerevan          | 0 - 2    | FC Sheriff Tiraspol        | 0 - 1      | 0 - 1       |
| Valletta FC            | 2 - 7    | Partizan Belgrado          | 1 - 4      | 1 - 3       |
| FK Budućnost Podgorica | 1 - 2    | Śląsk Wrocław              | 0 - 2      | 1 - 0       |

### 3e voorronde
Loting vond plaats op vrijdag 20 juli 2012.

#### Kampioenen
Aan deze voorronde doen enkel landskampioenen mee. De winnaars plaatsen zich voor de play-offronde, de verliezers gaan door naar de play-offronde van de Europa League.
De laatste 3 kampioenen die instromen zijn: RSC Anderlecht, CFR Cluj en Celtic FC.
| Team 1                     | Tot.   | Team 2            | 1e wedstr. | 2e wedstr. |
| -------------------------- | ------ | ----------------- | ---------- | ---------- |
| NK Maribor                 | 5 - 1  | F91 Dudelange     | 4 - 1      | 1 - 0      |
| FK BATE Borisov            | 3 - 1  | Debreceni VSC     | 1 - 1      | 2 - 0      |
| CFR Cluj                   | 3 - 1  | Slovan Liberec    | 1 - 0      | 2 - 1      |
| RSC Anderlecht             | 11 - 0 | Ekranas           | 5 - 0      | 6 - 0      |
| Śląsk Wrocław              | 1 - 6  | Helsingborgs IF   | 0 - 3      | 1 - 3      |
| FC Sheriff Tiraspol        | 0 - 5  | Dinamo Zagreb     | 0 - 1      | 0 - 4      |
| Celtic FC                  | 4 - 1  | HJK Helsinki      | 2 - 1      | 2 - 0      |
| Molde FK                   | 1 - 2  | FC Basel          | 0 - 1      | 1 - 1      |
| Hapoel Ironi Kiryat Shmona | 6 - 2  | Neftçi Bakoe      | 4 - 0      | 2 - 2      |
| AEL Limassol               | 2 - 0  | Partizan Belgrado | 1 - 0      | 1 - 0      |

#### Niet-kampioenen
Aan deze voorronde doen enkel clubs mee die geen landskampioenen zijn. De winnaars plaatsen zich voor de play-offronde, de verliezers gaan door naar de play-offronde van de Europa League.
| Team 1        | Tot.  | Team 2           | 1e wedstr. | 2e wedstr. |
| ------------- | ----- | ---------------- | ---------- | ---------- |
| Fenerbahçe SK | 5 - 2 | FC Vaslui        | 1 - 1      | 4 - 1      |
| Motherwell    | 0 - 5 | Panathinaikos FC | 0 - 2      | 0 - 3      |
| FC Kopenhagen | 3 - 2 | Club Brugge      | 0 - 0      | 3 - 2      |
| Dynamo Kiev   | 3 - 1 | Feyenoord        | 2 - 1      | 1 - 0      |

## Play-offronde
De loting vond plaats op vrijdag 10 augustus 2012.

### Kampioenen
Aan deze voorronde doen enkel landskampioenen mee. De winnaars plaatsen zich voor het hoofdtoernooi, de verliezers gaan door naar de groepsfase van de Europa League.
| Team 1          | Tot.  | Team 2                     | 1e wedstr. | 2e wedstr. |
| --------------- | ----- | -------------------------- | ---------- | ---------- |
| FC Basel        | 1 - 3 | CFR Cluj                   | 1 - 2      | 0 - 1      |
| Helsingborgs IF | 0 - 4 | Celtic FC                  | 0 - 2      | 0 - 2      |
| FK BATE Borisov | 3 - 1 | Hapoel Ironi Kiryat Shmona | 2 - 0      | 1 - 1      |
| AEL Limassol    | 2 - 3 | RSC Anderlecht             | 2 - 1      | 0 - 2      |
| Dinamo Zagreb   | 3 - 1 | NK Maribor                 | 2 - 1      | 1 - 0      |

### Niet-kampioenen
Aan deze voorronde doen enkel clubs mee die geen landskampioenen zijn. De winnaars plaatsen zich voor het hoofdtoernooi, de verliezers gaan door naar de groepsfase van de Europa League.
| Team 1                   | Tot.           | Team 2           | 1e wedstr. | 2e wedstr.  |
| ------------------------ | -------------- | ---------------- | ---------- | ----------- |
| SC Braga                 | 2 - 2 ns (5-4) | Udinese          | 1 - 1      | 1 - 1       |
| Spartak Moskou           | 3 - 2          | Fenerbahçe SK    | 2 - 1      | 1 - 1       |
| Málaga CF                | 2 - 0          | Panathinaikos FC | 2 - 0      | 0 - 0       |
| Borussia Mönchengladbach | 3 - 4          | Dynamo Kiev      | 1 - 3      | 2 - 1       |
| FC Kopenhagen            | 1 - 2          | Lille OSC        | 1 - 0      | 0 - 2(n.v.) |

## Hoofdtoernooi

### Groepsfase
De loting vond plaats op donderdag 30 augustus 2012
Potindeling
| Pot 1             | Pot 1   |
| Team              | Coeff.  |
| ----------------- | ------- |
| Chelsea FCTH      | 135.882 |
| FC Barcelona      | 157.837 |
| Manchester United | 141.882 |
| Bayern München    | 133.037 |
| Real Madrid       | 121.837 |
| Arsenal FC        | 113.882 |
| FC Porto          | 98.069  |
| AC Milan          | 89.996  |

| Pot 2            | Pot 2  |
| Team             | Coeff. |
| ---------------- | ------ |
| Valencia         | 89.837 |
| Benfica          | 87.069 |
| Sjachtar Donetsk | 84.026 |
| Zenit            | 79.066 |
| Schalke 04       | 78.037 |
| Manchester City  | 63.882 |
| SC Braga         | 63.069 |
| Dynamo Kiev      | 62.026 |

| Pot 3               | Pot 3  |
| Team                | Coeff. |
| ------------------- | ------ |
| Olympiakos          | 61.420 |
| Ajax                | 58.103 |
| RSC Anderlecht      | 48.480 |
| Juventus            | 46.996 |
| Spartak Moskou      | 46.066 |
| Paris Saint-Germain | 45.835 |
| Lille OSC           | 38.835 |
| Galatasaray         | 38.310 |

| Pot 4             | Pot 4  |
| Team              | Coeff. |
| ----------------- | ------ |
| Celtic FC         | 32.728 |
| Borussia Dortmund | 31.037 |
| FK BATE Borisov   | 29.641 |
| Dinamo Zagreb     | 24.774 |
| CFR Cluj          | 18.764 |
| Málaga CF         | 16.837 |
| Montpellier HSC   | 11.835 |
| FC Nordsjælland   | 8.005  |

| Legenda kleuren in de tabellen                                 |
| -------------------------------------------------------------- |
| Groepswinnaars en nummers twee gaan door naar de tweede ronde. |
| Nummers 3 gaan door naar de Europa League in de tweede ronde.  |
| Uitgeschakeld                                                  |

#### Poule A
| Datum   | Tijd  | Team          | Score | Team          |
| ------- | ----- | ------------- | ----- | ------------- |
| 18 sep. | 20:45 | Dinamo Zagreb | 0 - 2 | Porto         |
| 18 sep. | 20:45 | PSG           | 4 - 1 | Dynamo Kiev   |
| 3 okt.  | 20:45 | Dynamo Kiev   | 2 - 0 | Dinamo Zagreb |
| 3 okt.  | 20:45 | Porto         | 1 - 0 | PSG           |
| 24 okt. | 20:45 | Porto         | 3 - 2 | Dynamo Kiev   |
| 24 okt. | 20:45 | Dinamo Zagreb | 0 - 2 | PSG           |
| 6 nov.  | 20:45 | Dynamo Kiev   | 0 - 0 | Porto         |
| 6 nov.  | 20:45 | PSG           | 4 - 0 | Dinamo Zagreb |
| 21 nov. | 20:45 | Porto         | 3 - 0 | Dinamo Zagreb |
| 21 nov. | 20:45 | Dynamo Kiev   | 0 - 2 | PSG           |
| 4 dec.  | 20:45 | Dinamo Zagreb | 1 - 1 | Dynamo Kiev   |
| 4 dec.  | 20:45 | PSG           | 2 - 1 | Porto         |

| Nr. | Club                | Wedstrijden | Wedstrijden | Wedstrijden | Wedstrijden | Doelpunten | Doelpunten | Doelpunten | Punten |
| --- | ------------------- | ----------- | ----------- | ----------- | ----------- | ---------- | ---------- | ---------- | ------ |
| Nr. | Club                | G           | W           | G           | V           | V          | T          | Saldo      | Punten |
| 1   | Paris Saint-Germain | 6           | 5           | 0           | 1           | 14         | 3          | +11        | 15     |
| 2   | FC Porto            | 6           | 4           | 1           | 1           | 10         | 4          | +6         | 13     |
| 3   | Dynamo Kiev         | 6           | 1           | 2           | 3           | 6          | 10         | −4         | 5      |
| 4   | Dinamo Zagreb       | 6           | 0           | 1           | 5           | 1          | 14         | −13        | 1      |

| Topscorer(s) Poule A                                                        |
| --------------------------------------------------------------------------- |
| Ezequiel Lavezzi (Paris Saint-Germain) Jackson Martínez (FC Porto), 3 goals |

#### Poule B
| Datum   | Tijd  | Team        | Score | Team        |
| ------- | ----- | ----------- | ----- | ----------- |
| 18 sep. | 20:45 | Montpellier | 1 - 2 | Arsenal     |
| 18 sep. | 20:45 | Olympiakos  | 1 - 2 | Schalke     |
| 3 okt.  | 20:45 | Schalke     | 2 - 2 | Montpellier |
| 3 okt.  | 20:45 | Arsenal     | 3 - 1 | Olympiakos  |
| 24 okt. | 20:45 | Arsenal     | 0 - 2 | Schalke     |
| 24 okt. | 20:45 | Montpellier | 1 - 2 | Olympiakos  |
| 6 nov.  | 20:45 | Schalke     | 2 - 2 | Arsenal     |
| 6 nov.  | 20:45 | Olympiakos  | 3 - 1 | Montpellier |
| 21 nov. | 20:45 | Arsenal     | 2 - 0 | Montpellier |
| 21 nov. | 20:45 | Schalke     | 1 - 0 | Olympiakos  |
| 4 dec.  | 20:45 | Montpellier | 1 - 1 | Schalke     |
| 4 dec.  | 20:45 | Olympiakos  | 2 - 1 | Arsenal     |

| Nr. | Club            | Wedstrijden | Wedstrijden | Wedstrijden | Wedstrijden | Doelpunten | Doelpunten | Doelpunten | Punten |
| --- | --------------- | ----------- | ----------- | ----------- | ----------- | ---------- | ---------- | ---------- | ------ |
| Nr. | Club            | G           | W           | G           | V           | V          | T          | Saldo      | Punten |
| 1   | Schalke 04      | 6           | 3           | 3           | 0           | 10         | 6          | +4         | 12     |
| 2   | Arsenal FC      | 6           | 3           | 1           | 2           | 10         | 8          | +2         | 10     |
| 3   | Olympiakos      | 6           | 3           | 0           | 3           | 9          | 9          | 0          | 9      |
| 4   | Montpellier HSC | 6           | 0           | 2           | 4           | 6          | 12         | −6         | 2      |

| Topscorer(s) Poule B                                                          |
| ----------------------------------------------------------------------------- |
| Klaas-Jan Huntelaar (Schalke 04) Konstantinos Mitroglou (Olympiakos), 4 goals |

#### Poule C
| Datum   | Tijd  | Team       | Score | Team       |
| ------- | ----- | ---------- | ----- | ---------- |
| 18 sep. | 20:45 | Málaga     | 3 - 0 | Zenit      |
| 18 sep. | 20:45 | Milan      | 0 - 0 | Anderlecht |
| 3 okt.  | 18:00 | Zenit      | 2 - 3 | Milan      |
| 3 okt.  | 20:45 | Anderlecht | 0 - 3 | Málaga     |
| 24 okt. | 18:00 | Zenit      | 1 - 0 | Anderlecht |
| 24 okt. | 20:45 | Málaga     | 1 - 0 | Milan      |
| 6 nov.  | 20:45 | Anderlecht | 1 - 0 | Zenit      |
| 6 nov.  | 20:45 | Milan      | 1 - 1 | Málaga     |
| 21 nov. | 18:00 | Zenit      | 2 - 2 | Málaga     |
| 21 nov. | 20:45 | Anderlecht | 1 - 3 | Milan      |
| 4 dec.  | 20:45 | Málaga     | 2 - 2 | Anderlecht |
| 4 dec.  | 20:45 | Milan      | 0 - 1 | Zenit      |

| Nr. | Club           | Wedstrijden | Wedstrijden | Wedstrijden | Wedstrijden | Doelpunten | Doelpunten | Doelpunten | Punten |
| --- | -------------- | ----------- | ----------- | ----------- | ----------- | ---------- | ---------- | ---------- | ------ |
| Nr. | Club           | G           | W           | G           | V           | V          | T          | Saldo      | Punten |
| 1   | Málaga CF      | 6           | 3           | 3           | 0           | 12         | 5          | +7         | 12     |
| 2   | AC Milan       | 6           | 2           | 2           | 2           | 7          | 6          | +1         | 8      |
| 3   | Zenit          | 6           | 2           | 1           | 3           | 6          | 9          | −3         | 7      |
| 4   | RSC Anderlecht | 6           | 1           | 2           | 3           | 4          | 9          | −5         | 5      |

| Topscorer(s) Poule C        |
| --------------------------- |
| Eliseu (Málaga CF), 3 goals |

#### Poule D
| Datum   | Tijd  | Team            | Score | Team            |
| ------- | ----- | --------------- | ----- | --------------- |
| 18 sep. | 20:45 | Dortmund        | 1 - 0 | Ajax            |
| 18 sep. | 20:45 | Real Madrid     | 3 - 2 | Manchester City |
| 3 okt.  | 20:45 | Manchester City | 1 - 1 | Dortmund        |
| 3 okt.  | 20:45 | Ajax            | 1 - 4 | Real Madrid     |
| 24 okt. | 20:45 | Ajax            | 3 - 1 | Manchester City |
| 24 okt. | 20:45 | Dortmund        | 2 - 1 | Real Madrid     |
| 6 nov.  | 20:45 | Manchester City | 2 - 2 | Ajax            |
| 6 nov.  | 20:45 | Real Madrid     | 2 - 2 | Dortmund        |
| 21 nov. | 20:45 | Ajax            | 1 - 4 | Dortmund        |
| 21 nov. | 20:45 | Manchester City | 1 - 1 | Real Madrid     |
| 4 dec.  | 20:45 | Dortmund        | 1 - 0 | Manchester City |
| 4 dec.  | 20:45 | Real Madrid     | 4 - 1 | Ajax            |

| Nr. | Club              | Wedstrijden | Wedstrijden | Wedstrijden | Wedstrijden | Doelpunten | Doelpunten | Doelpunten | Punten |
| --- | ----------------- | ----------- | ----------- | ----------- | ----------- | ---------- | ---------- | ---------- | ------ |
| Nr. | Club              | G           | W           | G           | V           | V          | T          | Saldo      | Punten |
| 1   | Borussia Dortmund | 6           | 4           | 2           | 0           | 11         | 5          | +6         | 14     |
| 2   | Real Madrid       | 6           | 3           | 2           | 1           | 15         | 9          | +3         | 11     |
| 3   | Ajax              | 6           | 1           | 1           | 4           | 8          | 16         | −8         | 4      |
| 4   | Manchester City   | 6           | 0           | 3           | 3           | 7          | 11         | −4         | 3      |

| Topscorer(s) Poule D                        |
| ------------------------------------------- |
| Cristiano Ronaldo (Real Madrid CF), 6 goals |

#### Poule E
| Datum   | Tijd  | Team             | Score | Team             |
| ------- | ----- | ---------------- | ----- | ---------------- |
| 19 sep. | 20:45 | Sjachtar Donetsk | 2 - 0 | Nordsjælland     |
| 19 sep. | 20:45 | Chelsea          | 2 - 2 | Juventus         |
| 2 okt.  | 20:45 | Juventus         | 1 - 1 | Sjachtar Donetsk |
| 2 okt.  | 20:45 | Nordsjælland     | 0 - 4 | Chelsea          |
| 23 okt. | 20:45 | Nordsjælland     | 1 - 1 | Juventus         |
| 23 okt. | 20:45 | Sjachtar Donetsk | 2 - 1 | Chelsea          |
| 7 nov.  | 20:45 | Juventus         | 4 - 0 | Nordsjælland     |
| 7 nov.  | 20:45 | Chelsea          | 3 - 2 | Sjachtar Donetsk |
| 20 nov. | 20:45 | Nordsjælland     | 2 - 5 | Sjachtar Donetsk |
| 20 nov. | 20:45 | Juventus         | 3 - 0 | Chelsea          |
| 5 dec.  | 20:45 | Sjachtar Donetsk | 0 - 1 | Juventus         |
| 5 dec.  | 20:45 | Chelsea          | 6 - 1 | Nordsjælland     |

| Nr. | Club              | Wedstrijden | Wedstrijden | Wedstrijden | Wedstrijden | Doelpunten | Doelpunten | Doelpunten | Punten |
| --- | ----------------- | ----------- | ----------- | ----------- | ----------- | ---------- | ---------- | ---------- | ------ |
| Nr. | Club              | G           | W           | G           | V           | V          | T          | Saldo      | Punten |
| 1   | Juventus          | 6           | 3           | 3           | 0           | 12         | 4          | +8         | 12     |
| 2   | Sjachtar Donetsk1 | 6           | 3           | 1           | 2           | 12         | 8          | +4         | 10     |
| 3   | Chelsea FC1       | 6           | 3           | 1           | 2           | 16         | 10         | +6         | 10     |
| 4   | FC Nordsjælland   | 6           | 0           | 1           | 5           | 4          | 22         | −18        | 1      |

| Topscorer(s) Poule E        |
| --------------------------- |
| Oscar (Chelsea CF), 5 goals |

1 Sjaktar Donetsk gaat door op het onderling resultaat tegen Chelsea FC

#### Poule F
| Datum   | Tijd  | Team           | Score | Team           |
| ------- | ----- | -------------- | ----- | -------------- |
| 19 sep. | 20:45 | Lille          | 1 - 3 | BATE Borisov   |
| 19 sep. | 20:45 | Bayern München | 2 - 1 | Valencia       |
| 2 okt.  | 20:45 | Valencia       | 2 - 0 | Lille          |
| 2 okt.  | 20:45 | BATE Borisov   | 3 - 1 | Bayern München |
| 23 okt. | 20:45 | BATE Borisov   | 0 - 3 | Valencia       |
| 23 okt. | 20:45 | Lille          | 0 - 1 | Bayern München |
| 7 nov.  | 20:45 | Valencia       | 4 - 2 | BATE Borisov   |
| 7 nov.  | 20:45 | Bayern München | 6 - 1 | Lille          |
| 20 nov. | 18:00 | BATE Borisov   | 0 - 2 | Lille          |
| 20 nov. | 20:45 | Valencia       | 1 - 1 | Bayern München |
| 5 dec.  | 20:45 | Lille          | 0 - 1 | Valencia       |
| 5 dec.  | 20:45 | Bayern München | 4 - 1 | BATE Borisov   |

| Nr. | Club            | Wedstrijden | Wedstrijden | Wedstrijden | Wedstrijden | Doelpunten | Doelpunten | Doelpunten | Punten |
| --- | --------------- | ----------- | ----------- | ----------- | ----------- | ---------- | ---------- | ---------- | ------ |
| Nr. | Club            | G           | W           | G           | V           | V          | T          | Saldo      | Punten |
| 1   | Bayern München  | 6           | 4           | 1           | 1           | 15         | 7          | +8         | 13     |
| 2   | Valencia        | 6           | 4           | 1           | 1           | 12         | 5          | +7         | 13     |
| 3   | FK BATE Borisov | 6           | 2           | 0           | 4           | 9          | 15         | −6         | 6      |
| 4   | Lille OSC       | 6           | 1           | 0           | 5           | 4          | 13         | −9         | 3      |

| Topscorer(s) Poule F                                       |
| ---------------------------------------------------------- |
| Roberto Soldado (Valencia CF) Jonas (Valencia CF), 4 goals |

#### Poule G
| Datum   | Tijd  | Team           | Score | Team           |
| ------- | ----- | -------------- | ----- | -------------- |
| 19 sep. | 20:45 | Barcelona      | 3 - 2 | Spartak Moskou |
| 19 sep. | 20:45 | Celtic         | 0 - 0 | Benfica        |
| 2 okt.  | 18:00 | Spartak Moskou | 2 - 3 | Celtic         |
| 2 okt.  | 20:45 | Benfica        | 0 - 2 | Barcelona      |
| 23 okt. | 18:00 | Spartak Moskou | 2 - 1 | Benfica        |
| 23 okt. | 20:45 | Barcelona      | 2 - 1 | Celtic         |
| 7 nov.  | 20:45 | Benfica        | 2 - 0 | Spartak Moskou |
| 7 nov.  | 20:45 | Celtic         | 2 - 1 | Barcelona      |
| 20 nov. | 18:00 | Spartak Moskou | 0 - 3 | Barcelona      |
| 20 nov. | 20:45 | Benfica        | 2 - 1 | Celtic         |
| 5 dec.  | 20:45 | Barcelona      | 0 - 0 | Benfica        |
| 5 dec.  | 20:45 | Celtic         | 2 - 1 | Spartak Moskou |

| Nr. | Club           | Wedstrijden | Wedstrijden | Wedstrijden | Wedstrijden | Doelpunten | Doelpunten | Doelpunten | Punten |
| --- | -------------- | ----------- | ----------- | ----------- | ----------- | ---------- | ---------- | ---------- | ------ |
| Nr. | Club           | G           | W           | G           | V           | V          | T          | Saldo      | Punten |
| 1   | FC Barcelona   | 6           | 4           | 1           | 1           | 11         | 5          | +6         | 13     |
| 2   | Celtic FC      | 6           | 3           | 1           | 2           | 9          | 8          | +3         | 10     |
| 3   | Benfica        | 6           | 2           | 2           | 2           | 5          | 5          | 0          | 8      |
| 4   | Spartak Moskou | 6           | 1           | 0           | 5           | 7          | 14         | −7         | 3      |

| Topscorer(s) Poule G                 |
| ------------------------------------ |
| Lionel Messi (FC Barcelona), 5 goals |

#### Poule H
| Datum   | Tijd  | Team              | Score | Team              |
| ------- | ----- | ----------------- | ----- | ----------------- |
| 19 sep. | 20:45 | Manchester United | 1 - 0 | Galatasaray       |
| 19 sep. | 20:45 | Braga             | 0 - 2 | Cluj              |
| 2 okt.  | 20:45 | Cluj              | 1 - 2 | Manchester United |
| 2 okt.  | 20:45 | Galatasaray       | 0 - 2 | Braga             |
| 23 okt. | 20:45 | Galatasaray       | 1 - 1 | Cluj              |
| 23 okt. | 20:45 | Manchester United | 3 - 2 | Braga             |
| 7 nov.  | 20:45 | Cluj              | 1 - 3 | Galatasaray       |
| 7 nov.  | 20:45 | Braga             | 1 - 3 | Manchester United |
| 20 nov. | 20:45 | Galatasaray       | 1 - 0 | Manchester United |
| 20 nov. | 20:45 | Cluj              | 3 - 1 | Braga             |
| 5 dec.  | 20:45 | Manchester United | 0 - 1 | Cluj              |
| 5 dec.  | 20:45 | Braga             | 1 - 2 | Galatasaray       |

| Nr. | Club              | Wedstrijden | Wedstrijden | Wedstrijden | Wedstrijden | Doelpunten | Doelpunten | Doelpunten | Punten |
| --- | ----------------- | ----------- | ----------- | ----------- | ----------- | ---------- | ---------- | ---------- | ------ |
| Nr. | Club              | G           | W           | G           | V           | V          | T          | Saldo      | Punten |
| 1   | Manchester United | 6           | 4           | 0           | 2           | 9          | 6          | +3         | 12     |
| 2   | Galatasaray1      | 6           | 3           | 1           | 2           | 7          | 6          | +1         | 10     |
| 3   | CFR Cluj1         | 6           | 3           | 1           | 2           | 9          | 7          | +2         | 10     |
| 4   | SC Braga          | 6           | 1           | 0           | 5           | 7          | 13         | −6         | 3      |

| Topscorer(s) Poule H                |
| ----------------------------------- |
| Burak Yılmaz (Galatasaray), 6 goals |

1 Galatasaray gaat door op het onderling resultaat tegen CFR Cluj

### Achtste finales
| Team 1           | Tot.  | Team 2              | 1e wedstr. | 2e wedstr. |
| ---------------- | ----- | ------------------- | ---------- | ---------- |
| Galatasaray      | 4 - 3 | Schalke 04          | 1 - 1      | 3 - 2      |
| Celtic           | 0 - 5 | Juventus            | 0 - 3      | 0 - 2      |
| Arsenal          | 3 - 3 | Bayern München      | 1 - 3      | 2 - 0      |
| Sjachtar Donetsk | 2 - 5 | Borussia Dortmund   | 2 - 2      | 0 - 3      |
| AC Milan         | 2 - 4 | FC Barcelona        | 2 - 0      | 0 - 4      |
| Real Madrid      | 3 - 2 | Manchester United   | 1 - 1      | 2 - 1      |
| Valencia         | 2 - 3 | Paris Saint-Germain | 1 - 2      | 1 - 1      |
| FC Porto         | 1 - 2 | Málaga              | 1 - 0      | 0 - 2      |

### Kwartfinales
| Team 1              | Tot.  | Team 2            | 1e wedstr. | 2e wedstr. |
| ------------------- | ----- | ----------------- | ---------- | ---------- |
| Málaga              | 2 - 3 | Borussia Dortmund | 0 - 0      | 2 - 3      |
| Real Madrid         | 5 - 3 | Galatasaray       | 3 - 0      | 2 - 3      |
| Paris Saint-Germain | 3 - 3 | FC Barcelona      | 2 - 2      | 1 - 1      |
| Bayern München      | 4 - 0 | Juventus          | 2 - 0      | 2 - 0      |

### Halve finales
| Team 1            | Tot.  | Team 2       | 1e wedstr. | 2e wedstr. |
| ----------------- | ----- | ------------ | ---------- | ---------- |
| Bayern München    | 7 - 0 | FC Barcelona | 4 - 0      | 3 - 0      |
| Borussia Dortmund | 4 - 3 | Real Madrid  | 4 - 1      | 0 - 2      |

### Finale
|                   |                          |         |                                      |                                                                     |
| 25 mei 2013 20:45 | Borussia Dortmund        | 1 - 2   | Bayern München                       | Wembley, Londen Toeschouwers: 86.298 Scheidsrechter: Nicola Rizzoli |
| 25 mei 2013 20:45 | İlkay Gündoğan 68' (pen) | Verslag | 60' Mario Mandžukić 89' Arjen Robben | Wembley, Londen Toeschouwers: 86.298 Scheidsrechter: Nicola Rizzoli |

### Kampioen
| UEFA Champions League 2012/2013 |
| ------------------------------- |
| Bayern München 5de titel        |

## Statistieken

### Topschutters
| Rang | Naam               | Team              | Goals | Minuten gespeeld |
| ---- | ------------------ | ----------------- | ----- | ---------------- |
| 1    | Cristiano Ronaldo  | Real Madrid       | 12    | 1080'            |
| 2    | Robert Lewandowski | Borussia Dortmund | 10    | 1000'            |
| 3    | Burak Yılmaz       | Galatasaray SK    | 8     | 767'             |
| 4    | Lionel Messi       | Barcelona         | 8     | 826'             |
| 5    | Thomas Müller      | Bayern Munchen    | 8     | 955'             |

### Aantal deelnemers per land per ronde
| Land                  | 1e voorronde | 2e voorronde | 3e voorronde | Play-offronde | Hoofdtoernooi | 1/8 finale | 1/4 finale | 1/2 finale | Finale | Winnaar |
| --------------------- | ------------ | ------------ | ------------ | ------------- | ------------- | ---------- | ---------- | ---------- | ------ | ------- |
| Duitsland             | 4            | 4            | 4            | 4             | 3             | 3          | 2          | 2          | 2      | 1       |
| Spanje                | 4            | 4            | 4            | 4             | 4             | 4          | 3          | 2          |        |         |
| Italië                | 3            | 3            | 3            | 3             | 2             | 2          | 1          |            |        |         |
| Frankrijk             | 3            | 3            | 3            | 3             | 3             | 1          | 1          |            |        |         |
| Turkije               | 2            | 2            | 2            | 2             | 1             | 1          | 1          |            |        |         |
| Engeland              | 4            | 4            | 4            | 4             | 4             | 2          |            |            |        |         |
| Portugal              | 3            | 3            | 3            | 3             | 3             | 1          |            |            |        |         |
| Oekraïne              | 2            | 2            | 2            | 2             | 2             | 1          |            |            |        |         |
| Schotland             | 2            | 2            | 2            | 1             | 1             | 1          |            |            |        |         |
| Rusland               | 2            | 2            | 2            | 2             | 2             |            |            |            |        |         |
| Griekenland           | 2            | 2            | 2            | 2             | 1             |            |            |            |        |         |
| Denemarken            | 2            | 2            | 2            | 2             | 1             |            |            |            |        |         |
| Nederland             | 2            | 2            | 2            | 1             | 1             |            |            |            |        |         |
| België                | 2            | 2            | 2            | 1             | 1             |            |            |            |        |         |
| Roemenië              | 2            | 2            | 2            | 1             | 1             |            |            |            |        |         |
| Kroatië               | 1            | 1            | 1            | 1             | 1             |            |            |            |        |         |
| Wit-Rusland           | 1            | 1            | 1            | 1             | 1             |            |            |            |        |         |
| Cyprus                | 1            | 1            | 1            | 1             |               |            |            |            |        |         |
| Slovenië              | 1            | 1            | 1            | 1             |               |            |            |            |        |         |
| Zwitserland           | 1            | 1            | 1            | 1             |               |            |            |            |        |         |
| Israël                | 1            | 1            | 1            | 1             |               |            |            |            |        |         |
| Zweden                | 1            | 1            | 1            | 1             |               |            |            |            |        |         |
| Tsjechië              | 1            | 1            | 1            |               |               |            |            |            |        |         |
| Polen                 | 1            | 1            | 1            |               |               |            |            |            |        |         |
| Litouwen              | 1            | 1            | 1            |               |               |            |            |            |        |         |
| Hongarije             | 1            | 1            | 1            |               |               |            |            |            |        |         |
| Servië                | 1            | 1            | 1            |               |               |            |            |            |        |         |
| Luxemburg             | 1            | 1            | 1            |               |               |            |            |            |        |         |
| Moldavië              | 1            | 1            | 1            |               |               |            |            |            |        |         |
| Finland               | 1            | 1            | 1            |               |               |            |            |            |        |         |
| Noorwegen             | 1            | 1            | 1            |               |               |            |            |            |        |         |
| Azerbeidzjan          | 1            | 1            | 1            |               |               |            |            |            |        |         |
| Albanië               | 1            | 1            |              |               |               |            |            |            |        |         |
| Bosnië en Herzegovina | 1            | 1            |              |               |               |            |            |            |        |         |
| Slowakije             | 1            | 1            |              |               |               |            |            |            |        |         |
| Noord-Ierland         | 1            | 1            |              |               |               |            |            |            |        |         |
| Ierland               | 1            | 1            |              |               |               |            |            |            |        |         |
| Wales                 | 1            | 1            |              |               |               |            |            |            |        |         |
| Macedonië             | 1            | 1            |              |               |               |            |            |            |        |         |
| Estland               | 1            | 1            |              |               |               |            |            |            |        |         |
| IJsland               | 1            | 1            |              |               |               |            |            |            |        |         |
| Oostenrijk            | 1            | 1            |              |               |               |            |            |            |        |         |
| Letland               | 1            | 1            |              |               |               |            |            |            |        |         |
| Kazachstan            | 1            | 1            |              |               |               |            |            |            |        |         |
| Bulgarije             | 1            | 1            |              |               |               |            |            |            |        |         |
| Georgië               | 1            | 1            |              |               |               |            |            |            |        |         |
| Armenië               | 1            | 1            |              |               |               |            |            |            |        |         |
| Malta                 | 1            | 1            |              |               |               |            |            |            |        |         |
| Montenegro            | 1            | 1            |              |               |               |            |            |            |        |         |
| Faeröer               | 1            |              |              |               |               |            |            |            |        |         |
| Andorra               | 1            |              |              |               |               |            |            |            |        |         |
| San Marino            | 1            |              |              |               |               |            |            |            |        |         |